# Момот мексиканський
Момот мексиканський (Momotus mexicanus) — вид сиворакшоподібних птахів родини момотових (Momotidae).

## Поширення
Вид поширений у гірських районах вздовж тихоокеанського узбережжя Мексики та на сході Гватемали. Трапляється у тропічних та субтропічних сухих лісах.

## Опис
Тіло завдовжки 28-33  см. Голова та шия руді. Спина та крила зелені, черево та груди блідо-зелені. Махові крил та хвіст синьо-зелені. Від дзьоба через очі проходить чорна смуга з синіми краями.

## Спосіб життя
Живе під пологом дощового лісу. Живиться комахами, дрібними хребетними, рідше дрібними плодами. Гнізда облаштовує у норах.